# مکس شونه
مکس شونه (آلمانی: Max Schöne؛ ۲۰ ژانویه ۱۸۸۰ – ۱۶ ژانویه ۱۹۶۱) یک شناگر اهل آلمان بود. 
از افتخارات وی میتوان به کسب مدال طلا ۲۰۰ متر تیمی در بازی‌های المپیک تابستانی ۱۹۰۰ اشاره کرد.